# 吉川温恭
吉川温恭（よしかわ よしずみ、明和4年（1767年） - 弘化3年（1846年））は、江戸時代後期の農民。武蔵国入間郡二本木村西久保(現・入間市宮寺)に生まれる。埼玉県西部の特産である狭山茶開発の功労者の一人である。父は宮寺村（入間市宮寺）の名主吉川半右衛門。

## 狭山茶との関わり
江戸時代後期、永谷宗円が考案した「蒸し製煎茶」が広まった。吉川と村野盛政は、狭山丘陵で偶然見つけたチャの葉で茶を作り、これを江戸で販売することを計画する。そこで吉川は本格的な「蒸し製煎茶」の製造を目指し、自ら京都や滋賀を視察した。宇治に人を派遣して、現地で数年間実習させていたとも伝えられる。
文化13年（1816年）吉川と村野は江戸の茶商山本山へ自分達が生産した茶を贈る。このお茶は山本山五代目の山本嘉兵衛徳潤に絶賛された。2人は、狭山丘陵北麓の村々に製茶技術を広めて量産体制を整え、文政2年（1819年）山本山をはじめとする江戸の茶問屋と本格的な取引を始まった。天保3年（1832年）吉川と村野は出雲祝神社境内に茶作り復興の記念碑「重闢茶場碑」を建てる。この碑は、武蔵国の銘茶といわれた「河越茶」が衰退して以来、数百年間にわたって廃れていた茶作りを復興したことを高らかに謳ったものである。